# Побережник ісландський

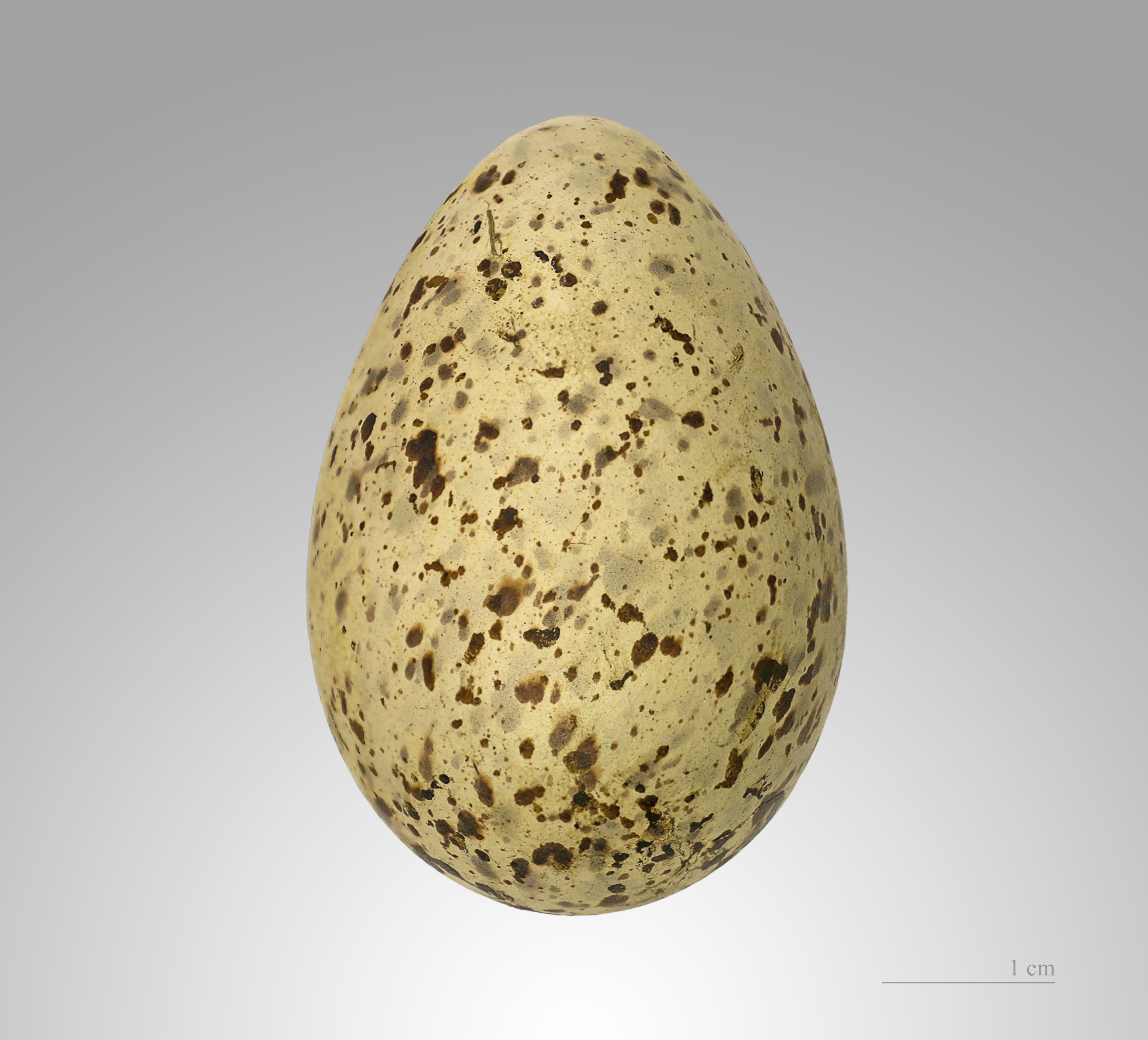
Calidris canutus

Побережник ісландський або червоний побережник (Calidris canutus) — невеликий прибережний птах родини баранцевих (Scolopacidae), що гніздяться на всьому узбережжі Північного Льодовитого океану. В Україні рідкісний залітний вид.
Птахи Північної Європи та Азії мігрують узимку до Африки, Папуа Новій Гвінеї, Нової Зеландії та Австралії. Північноамериканські підвиди мігрують до Європи та Південної Америки, формуючи величезні зграї під час перельоту.